# Bernhard Cossmann
Bernhard Cossmann (Dessau, 17 de maio de 1822 - 7 de maio de 1910) foi um violoncelista alemão. Estudou com Theodore Muller. Durante a sua vida trabalhou para a Grand Opéra de Paris e tornou-se familiarizado com Franz Liszt, com quem foi para Weimar. Em 1866, Cossmann foi nomeado professor de estudos de violoncelo no Conservatório de Moscovo. No entanto, em 1878, Cossmann ajudou a fundar o Conservatório Hoch em Frankfurt, onde ocupou o cargo de professor de violoncelo.
Cossmann não era apenas um frequente solista e membro do Quarteto, mas foi também um compositor. Seus trabalhos incluem três fantasias, Tell, Euryanthe e várias obras solo para vários instrumentos. Além disso, ele compôs muitos estudos para violoncelo, muitos dos quais usados ainda hoje.